# Alella Park
Alella Park o Alella Parc és una urbanització i nucli de població del municipi d'Alella a la comarca del Maresme.
El sector residencial limita al nord amb les Sureres (bosc de can Gordi) i el coll de Font de Cera. A l'est i l'oest per les dues branques inicials del torrent de Vallbona que tanquen el sector urbanitzat al sud en la seva confluència. S'hi accedeix per la carretera BP-5002 entre el Masnou i Granollers.